# 미국 국회의사당
미국 국회의사당(United States Capitol)은 미국 연방 정부의 입법부인 미국 의회가 있는 건물이다. 워싱턴 D.C.의 내셔널 몰 동쪽 끝에 있는 캐피틀힐 위에 자리잡고 있다. 국회의사당은 지리상 컬럼비아 특별구의 중심에 있지는 않으나, 4개 지구를 가르는 원점이 된다.
초기 건물은 1800년에 완공되었다. 허나 1814년에 영국군이 쳐들어와 워싱턴 D.C에 불을 지르면서 의사당도 함께 전소하여 미국 초기에는 제대로 된 기능을 하지 못하였다. 의사당은 약 5년 후에 다시 복구되었으며, 점차 미국의 국력이 팽창함에 따라 건물의 규모도 점점 커져갔다. 특히 위에 거대한 돔이 얹혀졌고, 상원 회의장이 북쪽 건물에, 하원 회의장이 남쪽 건물에 각각 설치되며 미합중국의 정식 의사당 역할을 맡게 되었다. 백악관과 대법원 건물같이, 미국 국회의사당 또한 백색을 바탕으로 한 우아한 신고전주의 양식으로 지어져 있다. 미국 국회의사당은 동쪽과 서쪽 면이 정면인데, 이를 프론트, 즉 front라고 부른다. 다만 동쪽 면에서만 외교 사절 접견과 같은 공식 행사들이 이루어진다.

## 역사

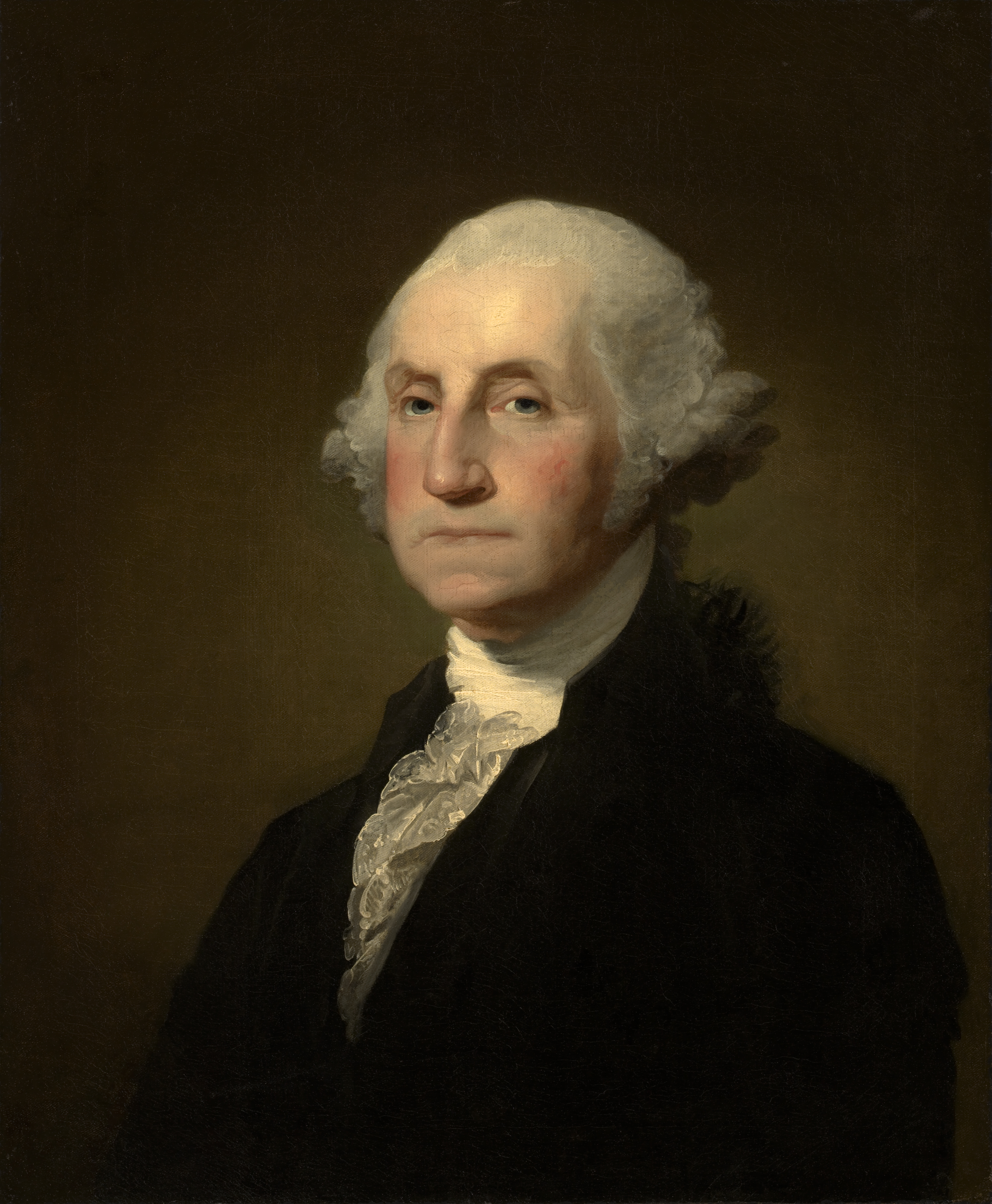
조지 워싱턴 대통령

### 건설
1793년에 신생 미합중국 정부가 새로운 국회의사당이 필요함을 깨닫고, 새 국회의사당 설계안을 공모하였다. 이 공모전에서 토머스 제퍼슨과 조지 워싱턴에 의하여 아마추어 건축가였던 윌리엄 손튼의 건축안이 채택되었고, 이 설계에서 프랑스의 루브르 박물관과 주랑들과 판테옹에서 영감을 얻어 조금 더 건축물을 장대하고 우아하게 만드는 쪽으로 약간 확장시켜 드디어 새로운 국회의사당의 건축이 확정되었다.
버지니아의 채석장에서 실어온 대리석들을 이용하여, 드디어 1791년 12월에 캐피틀 힐의 외곽 벽이 신축되기 시작하였다. 이후 1793년 9월 18일, 조지 워싱턴 대통령이 8명의 다른 프리메이슨 단원들과 함께 프리메이슨 정복을 입고 삼각대와 도르래를 사용하여 국회의사당의 주춧돌을 세웠다. 참고로 이 주춧돌은 당시 유명한 대장장이였던 칼렙 벤틀리에 의하여 만들어졌다.
상원 회의장은 1800년에 완공되었다. 상원과 하원은 북쪽 날개에 있는 회의장을 공유하였고, 나중에 몇 년 후에 하원 회의장이 1811년에 임시로 완공되기 전까지 이와 같은 상황은 지속되었다. 참고로 이 임시 하원회의장이 있던 자리가 바로 현재 국회의사당의 석조 돔이 위치한 자리이다. 어찌되었든, 하원의원들은 1807년에 완공되지도 않은 하원회의장을 사용해야 했고, 심지어 상원 회의장도 완공되지 않은 상태에서 회의를 할 정도였다. 미국 의회의사당에서 처음 열린 국회 본회의는 1800년 12월 17일에 있었고, 나중에는 2대 대통령 존 애덤스의 요청으로 입법부 간부들이 모두 의사당으로 옮겨가 자리를 완전히 잡게 되었다.

### 1812년 전쟁
상원 회의장과 하원 회의장이 완공된 지 얼마 지나지 않아, 미국과 영국에서 대대적인 전쟁이 일어난다. 이후 의사당은 1814년 8월 24일에 영국 군대에 의하여 일부가 전소하고, 이후 조지 봄포드와 조셉 가드너라는 이름의 군대 건축가들이 캐피틀힐의 대대적인 복구 작업을 맡았고, 이 작업은 약 1815년에 시작하였다. 이 작업은 1819년에 완공되었다. 이 기간 동안 미합중국 의회는 지역 지주들이 기부해준 벽돌 건물에서 열렸다. 1826년에는 현재 우리가 볼 수 있는 일부 구조물들이 완성되었고, 정면의 계단과 함께 로툰다가 이때 처음으로 모습을 드러냈으며 지금보다는 낮은 규모의 소규모 돔이 새롭게 건축되었다. 참고로 이 돔은 처음에 구리로 만들어졌다.

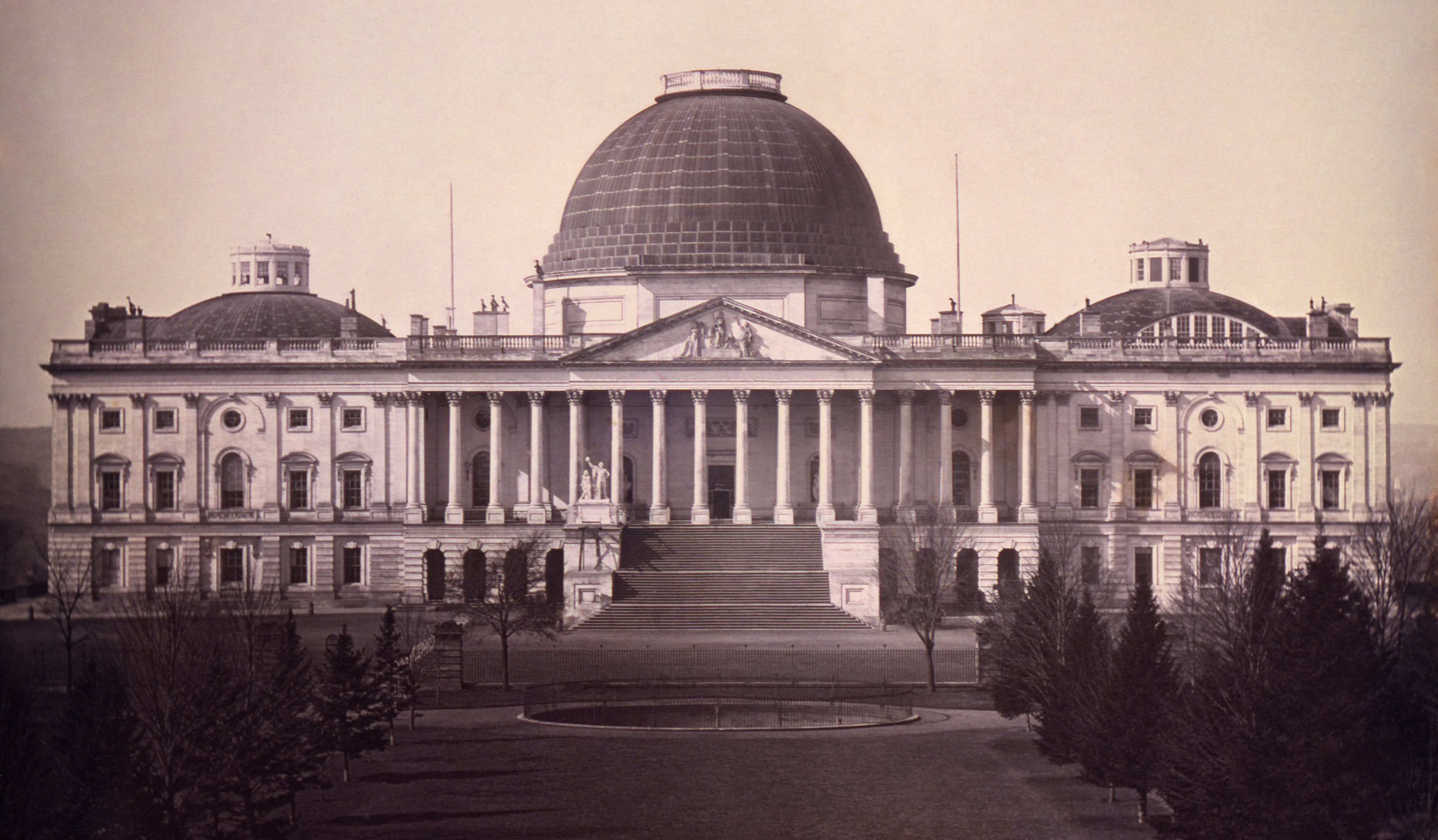
1846년의 국회의사당

### 상원-하원 회의당
1850년이 되자, 국회의사당이 미합중국에 새로이 가입하는 주들을 대표하는 의원들을 모두 수용할 만큼 크지 못하다는 것이 확실해졌다. 새로운 공모전이 열렸고, 이 때 토머스 월터의 안이 채택되어 대대적인 확장 건축에 들어가게 된다. 이 때 양 옆에 거대한 날개 건물 2개가 새롭게 지어졌고, 이 중 남쪽에 있는 것이 하원 의사당이었고 북쪽에 있는 것이 상원 의사당으로 쓸 용도로 지어졌다.
국회의사당이 1850년대에 확장할 적에, 이 당시에 공사에 동원된 인부들의 일부는 흑인 노예들이었다. 이들은 나무를 자르고 돌들을 놓으며 벽돌들을 굽는 힘든 일들을 강제로 동원당했다고 한다. 이들은 이와 같은 고된 노동에 대한 제대로 된 보수도 받지 못하였으며, 백인 감독들의 심한 멸시와 차별을 당하며 악조건 속에서 일해야만 했다.

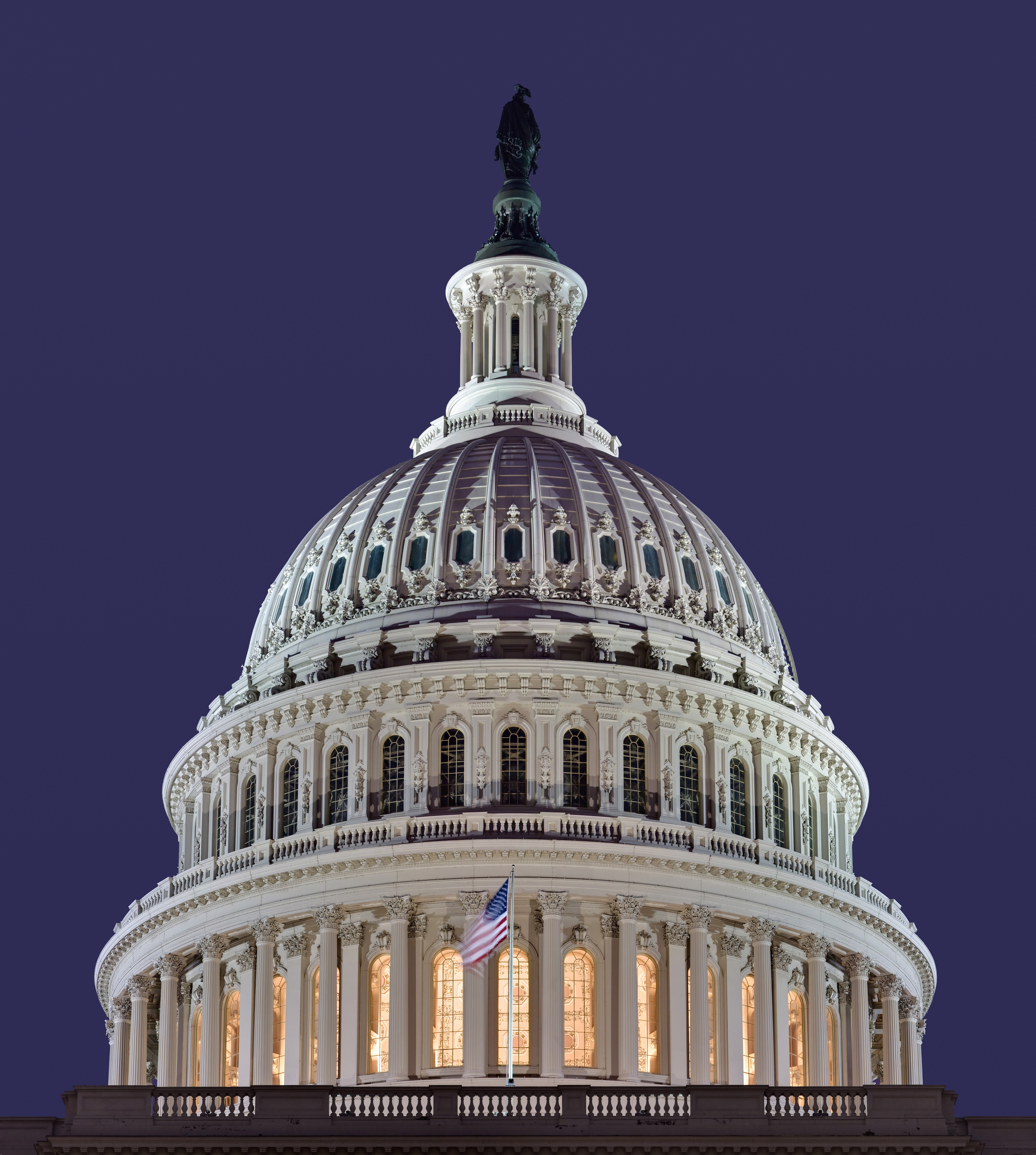
국회의사당의 돔

### 돔 개축 공사
1850년의 공사 동안, 국회 의사당은 양쪽으로 크게 확장되었을 뿐만 아니라 국회 의사당의 높이 또한 크게 높아졌다. 본래 있던 주철 재질의 낮은 돔은 훨씬 더 거대한 석조 돔으로 대체되었다. 1855년에는 아예 옛 돔 자체를 헐어내고 '웨딩 케이크'와 같은 모양의 백색 돔으로 짓기로 합의가 지어졌다. 토머스 월터는 유럽 여행 때 자신이 봤던 앵발리드, 세인트 폴 대성당, 성 베드로 대성당과 도면으로만 접한 성 이사악 대성당의 돔을 참고해 직경 29m짜리 돔을 설계했다. 네 곳의 돔 모두 모두 전통적인 양식에 따라 기부와 두 개의 드럼, 둥근 지붕, 채광 정탑으로 이루어져 있었지만 그 중에서도 성 이사악 대성당의 돔은 주철로 건설되었다. 월터는 국회의사당의 돔을 지을 재료로 성 이사악 대성당을 본떠 주철을 선택해 돌과 비슷한 질감 효과를 내면서도 내연성이 강하고 더 경제적인 재료를 골랐다.
월터의 돔은 외부의 주철 돔과 내부의 석조 돔으로 된 이중 구조이며, 돔 천장에 뚫린 채광 구멍을 통해 콘스탄티노 브루미디의 프레스코화 '워싱턴의 신격화'를 볼 수 있게 되어 있다. 돔은 1855년에 공사가 시작되었으며 1861년 남북전쟁이 발발하면서 공사가 중단되기도 했으나 국회의사당은 연방의 영속성을 가시적으로 보여주는 상징이라는 판단에 따라 돔 공사를 재개한다는 결정이 1862년에 내려졌다. 1863년 12월 2일 '자유의 여신상'이 돔 꼭대기의 채광 정탑에 올려졌고, 1866년에 돔이 완공되었다. 공사에는 4천여 톤의 주철이 사용되었으며, 외벽은 흰색으로 칠해 석재 돔과 같은 질감을 나타냈다. 에이브러햄 링컨 대통령이 암살당해 유해가 의사당 돔 지붕 아래 로툰다 홀에 안치됐을 때도 콘스탄티노 브루미디는 자신의 대작 '워싱턴의 신격화' 작업을 계속하고 있었다.
돔 맨 꼭대기에 자리잡은 '자유의 여신상'은 1863년에 만들어진 것으로, 약 4,041,100kg에 달하는 무게를 자랑한다.

### 후기 확장 공사
의사당의 거대한 새 돔이 완공되자, 이 거대한 무게로 인하여 1828년에 만들어진 동쪽 주랑 현관이 점차 기울어가기 시작하였다. 이로 인해 1904년에 재공사를 거쳤다고 한다. 다음의 대대적인 재공사는 1958년에 시작되었다. 이 때 동쪽 주랑 현관을 약 33.5m정도 더 확장하였으며, 이 공사를 실시하던 중인 1960년에는 돔 또한 다시 한번 개축과 보존 작업을 거쳤다. 원래 있던 주랑들을 백색 사암으로 똑같이 재복제하여 새로운 주랑을 만들어 건물 전체의 너비를 확장하였으며, 1962년에는 이 공사로 인하여 본디 외벽이었던 것이 내벽으로 바뀌었다. 이 과정에서 원래 의사당을 떠받치던 코린토스 양식 기둥들 일부가 떼어져 나갔으며, 1984년에 러셀 페이지가 미국 내셔널 아보레툼에 이 기둥들을 다시 설치할 때까지 수장고 속에 보존되어 있었다. 이 기둥들은 아보레툼에 있는 반사 호수 옆에 세워졌다.

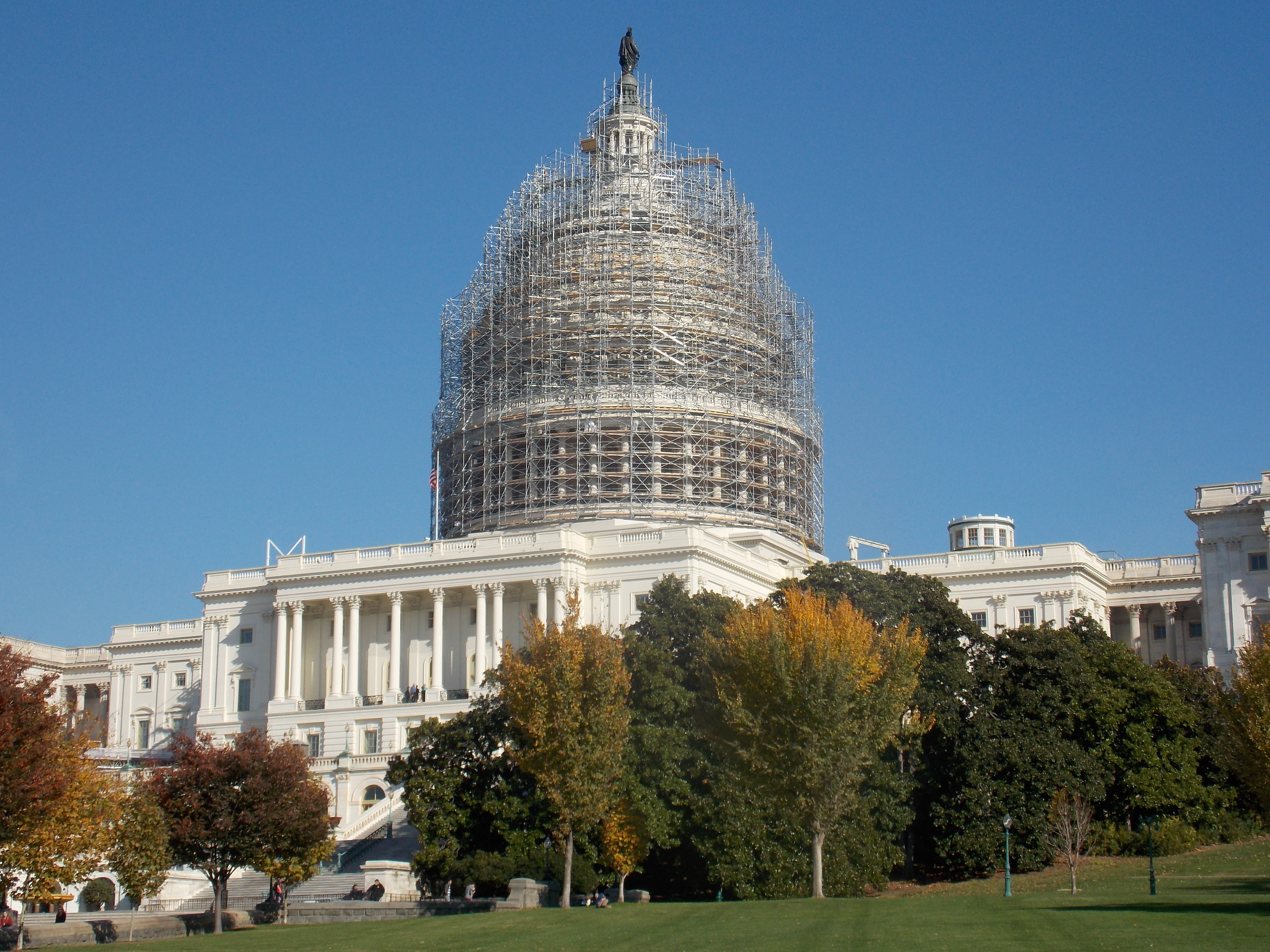
2014년의 의사당

1960년 12월 19일에는 국립 문화유산으로 지정되었으며, 미국인이 가장 사랑하는 건축물 디자인 순위에서 6위에 올랐다. 참고로 국회의사당은 특히 유럽에 존재하는 성 베드로 대성당과 같은 대성당들의 건축 양식에 크게 영향을 받았으며, 이는 의사당 특유의 웅장하고 우아한 분위기에 큰 영향을 주었다. 상원 의사당과 하원 의사당 위에는 각각 하나씩 국기 게양대가 설치되어있는데, 의회가 개회되었을 때만 이 곳에 성조기를 게양한다. 1993년 9월 18일에는 창립 200주년을 기념하여 조지 워싱턴이 프리메이슨 복장을 입고 의사당의 주춧돌을 놓던 행사를 다시 재연하였다.
2000년 6월 20일, 의사당 방문자 센터에 있던 대리석 바닥이 깨져 다시 복구하였다. 2001년부터 2008년동안 의사당의 동쪽 프론트에서는 로널드 레이건 대통령 시절부터 취임식이 열리던 자리가 되었고, 점차 방문자의 수요가 많아짐에 따라 프론트 구조물 아래에 거대한 규모의 지하 시설을 지어 방문자들이 조금 더 유동성 있게 이동할 수 있도록 보수되었다. 이 새롭게 만들어진 지하 구조물은 거대한 출입 홀, 전시장, 방문자 센터, 식당, 화장실 등과 함께 심지어는 전기선과 수도관까지 포함하고 있다.
2014년에는 의사당 돔을 대대적으로 보수하는 작업이 시작되었는데, 2017년에 대통령 취임식이 열리기 전까지 완성짓는 것으로 계획이 잡혔다. 원래는 2,000만 달러를 투입하여 돔의 기둥들을 다시 보수하는 것에 그치려 하였으나, 돔을 떠받치고 있던 주철 구조물에 약 1,300여개에 달하는 균열이 생겼고, 결국 상원에서는 6,100만 달러를 추가적으로 투입하여 돔의 외관을 아예 다시 뜯어고치기로 합의하였다. 대부분의 공사는 2014년 봄에 시작되어 2016년 초에 끝났고, 돔을 둘러싸고 있던 철골 가림막들은 2016년에 모두 철거되어 현재는 워싱턴을 방문하는 모든 방문객들이 의사당의 아름다운 외관을 곧바로 볼 수 있다.

## 외관

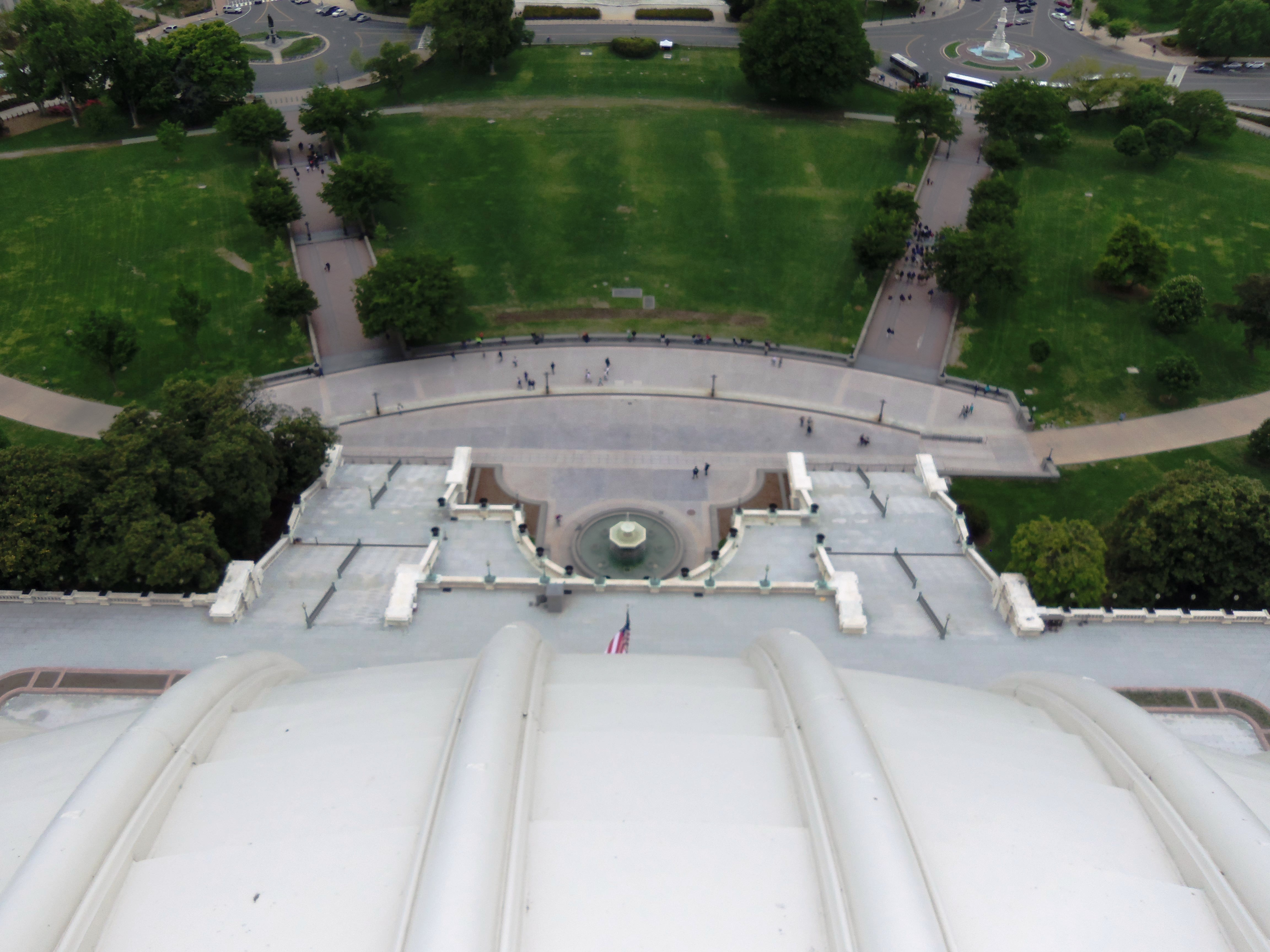
돔에서 바라본 서쪽 정원

### 면적
의회의사당은 대략 274에이커의 면적을 차지하고 있다. 이 면적은 대부분 정원, 잔디밭, 거리, 산책로 등으로 이루어져 있고, 의사당의 동쪽 파사드 앞 잔디밭에는 조지 워싱턴을 그리스의 신 제우스와 동일시하여 만든 석상이 자리하고 있다. 현재의 배치는 미국의 건축가 프레드릭 로 옴스테드에 의하여 만들어졌고, 이는 1874년부터 1892년부터 진행된 정원 확장 공사로 진행되었다. 옴스테드는 의회 건물의 동서남북에 석조 테라스를 추가적으로 지을 것을 요구하였고, 이 4개의 석조 테라스들은 현재 의사당 건물의 잔디밭에서 찾아볼 수 있다.
옴스테드는 정원 뿐만 아니라 의사당 북쪽에 있는 벽돌 건물 '서머 하우스(Summer House)' 또한 설계했다. 이 벽돌 구조물은 육각형 모양의 건물로, 3개의 아치가 뚫려있어 그 입구로 사용하고 있다. 이 안에는 작은 석조 분수와 22개의 의자가 자리하고 있다. 6개의 벽들 중 4번째 벽에는 인공 동굴로 통하는 작은 창문이 뚫려있다. 이 건물은 1879년부터 1881년까지 지어졌는데, 본디 국회에 청원을 하러 온 사람들 가운데 자신의 말들을 잠시 매어둘 장소를 찾지 못한 사람들을 위하여 마련되었다. 청원자들은 이 곳에서 물을 마시거나 휴식을 취했고, 그들의 말이나 소 같은 가축 또한 이 곳에서 쉴 수 있었다. 원래 옴스테드는 북쪽 뿐만 아니라 남쪽에도 또 하나의 서머 하우스를 새롭게 지으려 했으나, 의회에서 예산 문제를 이유로 이 계획을 취소하였다.

### 깃발
의사당 위에는 총 4개의 깃발 게양대가 있다. 두 개의 게양대는 돔의 동쪽과 서쪽 정면에 1개씩 꽃혀있고, 이 게양대는 1차 세계대전부터 국기가 정식으로 게양되기 시작되어 현재까지 단 한번도 깃발을 휘날리지 않은 경우가 없었다. 나머지 2개의 게양대는 각각 상원 회의당 위, 하원 회의당 위에 꽃혀있는데, 이 게양대에는 의회가 개회했을 때에만 국기가 게양된다. 국기 게양대 관리자들은 돔 아래에 있는 통로를 통하여 깃발들을 내리거나 올리거나 등 활동을 하고, 몇몇 깃발 게양대들은 지상에서는 보이지 않으나 상징적인 의미에서 꽃혀 있는 경우가 있다. 참고로 전쟁 영웅이나 국가 유공자들이 죽었을 때에는 이들을 추모하기 위하여 가끔씩 조기를 게양하곤 한다.

### 높이
국회의사당의 높이는 약 88m인데, 이는 워싱턴 D.C에서 다섯 번째로 높다.

## 내부
의사당에서 가장 눈에 띄는 구조물은 바로 그 위에 얹혀있는 돔이다. 이 아래에는 로툰다가 있고, 이 곳에 그 유명한 '워싱턴의 신격화'가 그려져 있다. 돔 양 옆에는 2개의 거대한 날개가 세워져 있고, 이 중 북쪽에 있는 날개가 바로 상원 회의당이며 남쪽에 있는 날개가 하원 회의당이다. 이 회의당들 위에는 관광객용 갤러리들이 꾸며져 있어 관람할 수 있게 되어 있는데, 관광객들은 이 곳에서 개회식이나 의원들의 모습을 직접 관람할 수 있다. 참고로 이 갤러리와 회의당들 모두 의사당과 같은 신고전주의 양식으로 지어졌다.
의사당 밑에 있는 거대한 터널과 내부 지하철이 캐피틀힐에 자리한 다른 건물들과 의사당을 직접적으로 연결하는데, 의사당 내부에 있는 모든 방과 대기실들은 각각 S, 즉 상원(Senate)나 H, 즉 하원(House)로 나뉘어 있다.

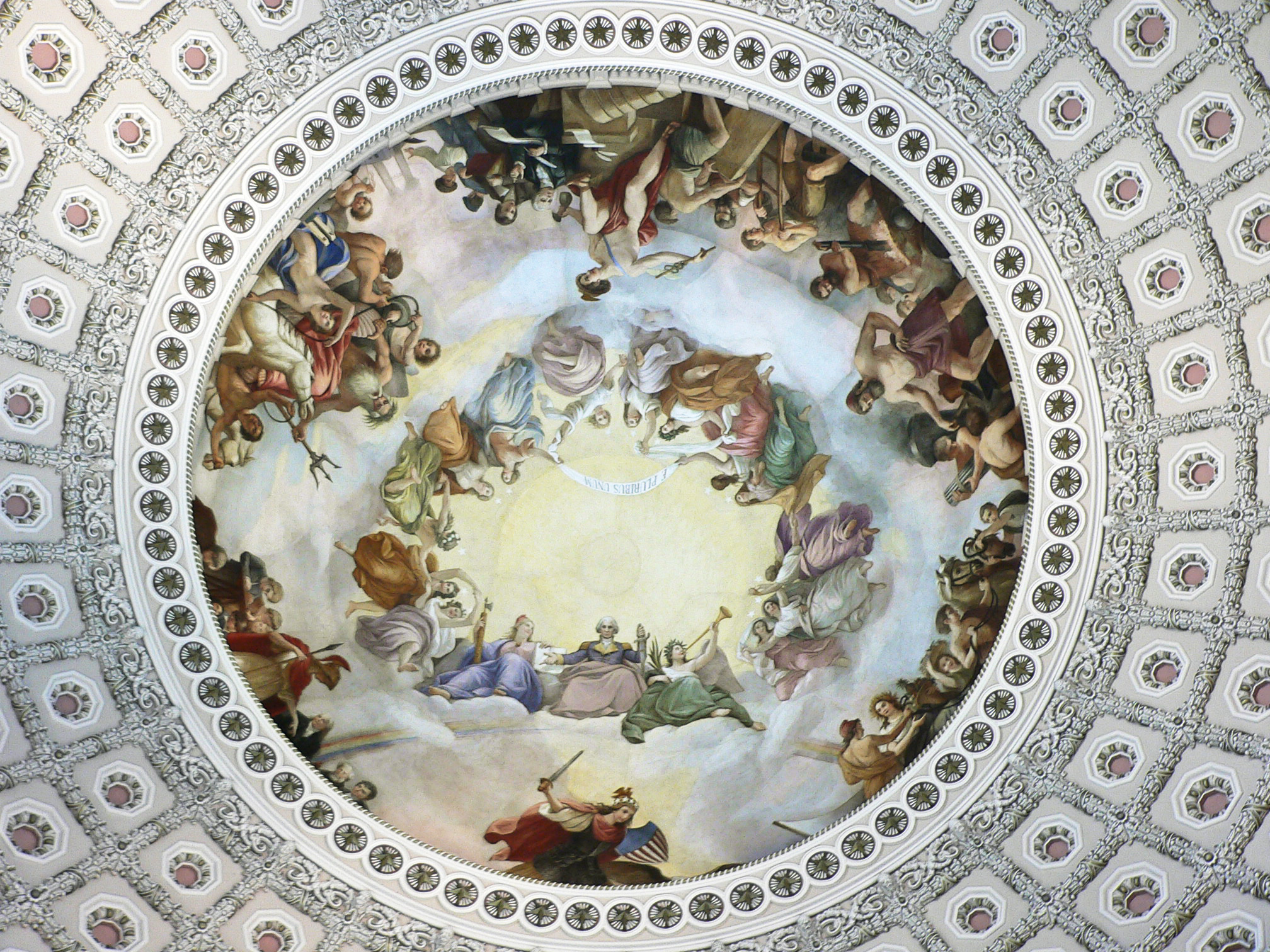
워싱턴의 신격화

### 예술
의사당은 미국 고전 예술의 총집합체라고 해도 좋을 정도로 긴 역사를 자랑한다. 이탈리아/그리스계 미국인 콘스탄티노 브루미디는 상원 건물의 1층 홀의 천장화를 포함하여, 의사당 전체를 아름다운 벽화로 가득 채웠다. 특히 상원 건물의 흔히 '브루미디 복도'라고 잘 알려져 있는 복도에 그려진 벽화들은 미국 역사의 가장 중요하거나 영광스러운 순간들을 묘사해 놓은 곳인데, 예를 들면 벤자민 프랭클린을 묘사한 작품, 존 피치의 발명의 순간, 로버트 풀턴 등이 그려져 있다. 벽화에는 인물 외에도 식물과 동물들도 그려져 있는데, 이 생물들은 모두 미 대륙에 자생하는 것들만 모아 그려놓은 것이다. 브루미디는 미래의 화가들을 위하여 복도에 빈 여백들을 매우 많이 남겨놓았고, 후대에 미국의 영광스러운 날들마다 이 곳에 새롭게 그림들이 그려졌다. 가장 잘 알려진 것들은 아폴로 11호의 달 착륙, 우주왕복선 챌린저 호의 승무원 등의 초상화 등이 있다.

미국의 독립 선언(1819)

브루미디는 의사당 중앙 홀의 로툰다를 장식하는 데에도 큰 열정을 쏟았다. 그는 돔 바로 아래에 있는 '워싱턴의 신격화'를 그린 사람이기도 하였다. 참고로 워싱턴의 신격화는 약 11달에 걸쳐 완성된 작품이며, 브루미디가 약 55m 높이에서 밧줄을 매달고 겨우겨우 칠을 해야 할 정도로 고된 작업이었다. 워싱턴의 신격화라는 작품 자체에 워싱턴을 일종의 신성하게 미화시키려는 의도 자체가 깔려있었기에, 이 작품은 조지 워싱턴을 처음으로 미합중국의 '국부'로 묘사한 작품이라고 종종 여겨지고는 한다. 작품 속 워싱턴은 13명의 처녀 들에 의하여 둘러싸여 있고, 그 아래 더 큰 원 속에 그리스 로마 신화에 등장하는 신들과 여신들이 함께 장식되어 있다. 돔 하반부에 장식되어 있는 프리즈 속에는 미국 역사를 연대기적으로 묘사한 그림들이 장식되어 있는데, 예를 들어 크리스토퍼 콜럼버스가 미 대륙에 첫발을 내디딘 모습, 라이트 형제가 비행기를 처음으로 조종하는 모습 등이 그려져 있다. 프리즈를 채워나가는 작업은 1878년에 시작되어, 워낙 장대한 작업이었던지라 1953년이 되어서야 끝마칠 수 있었다. 워낙 긴 시간동안 작품이 진행되었기에 이 프리즈를 그린 화가는 총 4명이다. 첫째는 콘스탄티노 브루미디, 둘째는 필리피노 코스타기니, 셋째는 찰스 아이어 위플, 마지막으로 알린 콕스 등이 있었다.

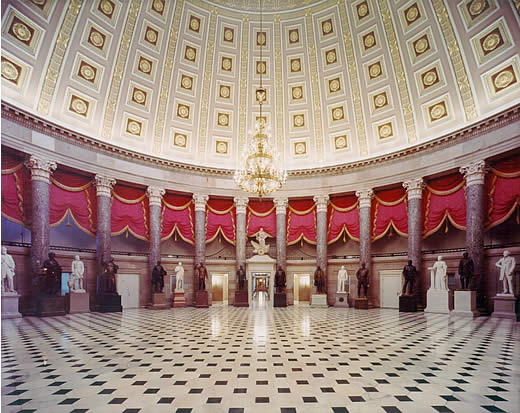
조각상 보관소

로툰다 내부에는 미국의 발전상을 그린 8개의 대형 벽화가 있다. 동쪽에 있는 4개의 벽화는 미국의 건국과정을 묘사한 것인데, 그 제목을 열거하자면 '포카혼타스의 세례', '청교도들의 승선', '미시시피의 발견', '콜럼버스의 하선' 등이 있다. 서쪽에 있는 4개의 벽화의 이름은 '미국 독립 선언, '존 버고인 사령관의 항복', '콘월리스 경의 항복', '서명하는 조지 워싱턴 사령관' 등이 있다. 참고로 서쪽 4개 벽화를 그린 존 트럼불은 미국 건국의 아버지들과 동시대 사람들이었고, 미국 독립 전쟁에서 이들과 함께 싸운 경험이 있었다. 그는 자신의 옛 경험을 되살려, '콘월리스 경의 항복' 벽화에 자신의 모습을 작게 그려넣었다.
의사당에는 'National Statuary Hall Collection'이라는 조각상 전시장 또한 존재하는데, 이 곳은 미국의 각 50여 개의 주들이 각각 자기 주의 역사에 지대한 공헌을 한 사람들의 조각상들을 각각 2개씩 제작하여 보관하는 곳이다. 가장 눈여겨볼만한 조각상은 1959년에 하와이 주에서 미국에 합병될 적에 기증한 카메하메하 왕의 청동 두상이다. 이 조각상의 무게는 약 6,800kg에 이르고, 이 엄청난 무게 때문에 바닥을 뚫고 아래로 떨어지지 않을까라는 우려가 나올 정도였고, 결국 나중에 다른 곳으로 옮겨졌다. 이 곳에 기증된 100번째이자 마지막 조각상은 뉴멕시코주에서 기증한 포파이의 두상으로, 이 조각상은 2005년 9월 22일에 이 홀로 옮겨졌다.

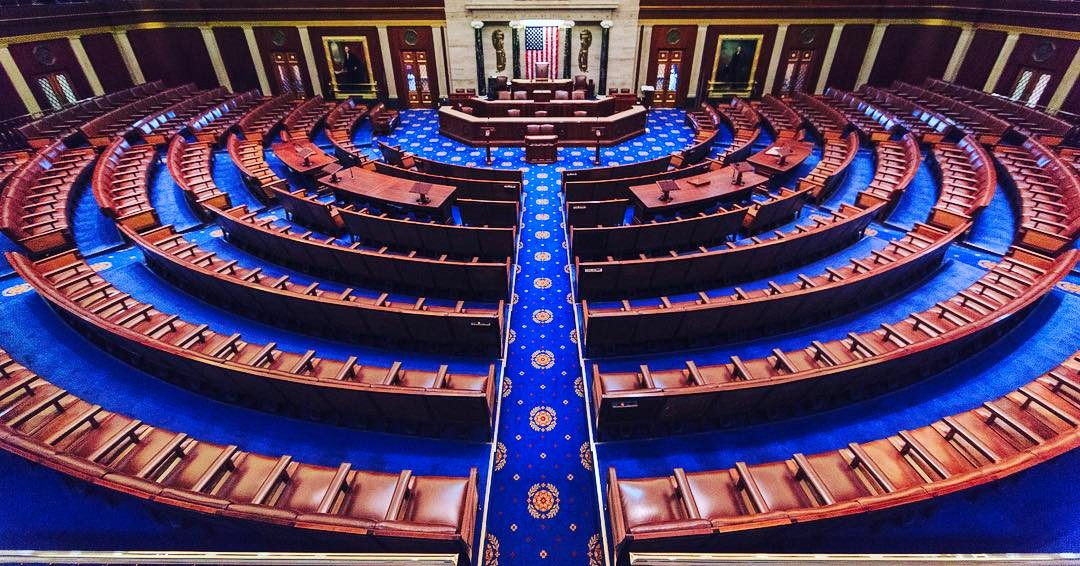
하원 의사당

### 하원 의사당

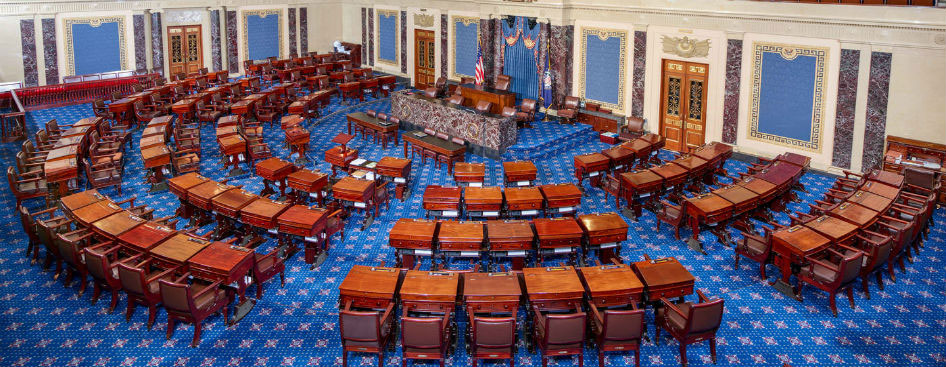
상원 의사당

하원 의사당 내부에는 총 448개에 달하는 좌석들이 존재한다. 상원의원들과는 달리, 하원의원들에게는 정해진 자리들이 존재하지 않는다.하원 의사당은 수많은 하원의원들과 각종 정부 인사들, 법원에서 초청된 법관들, 그리고 그 외에 추가적으로 초청된 사람들을 모두 수용할 수 있을 만큼 거대한 규모를 자랑한다. 하원 의사당 주위에는 총 32개의 초상화들이 그려져 있는데, 이는 역사적으로 유명한 법률가들이나 법조가들을 묘사하여 놓은 것이다. 또한 미국의 공식 표어인 '우리는 신을 믿는다'(In God We Trust)가 성조기와 그 아래에 있는 거대한 시계 사이에 새겨져 있다. 32개의 초상화들 가운데, 오직 모세의 초상화만이 정면화로 그려졌으며, 하원의장석을 바로 마주보는 자리에 자리하고 있다. 참고로 32명의 인물들의 목록은 아래와 같다.
| No. | 이름                    | 연도                    | 나라            | 업적                                                                                 |
| --- | ----------------------- | ----------------------- | --------------- | ------------------------------------------------------------------------------------ |
| 1   | 조지 메이슨             | 1725–1792               | 미국            | Virginia Declaration of Rights                                                       |
| 2   | 로버트 요세프 포티에르  | 1699–1772               | 프랑스          | Pandectae Justinianae in novum ordinem digestae                                      |
| 3   | 장 밥티스트 콜버트      | 1619–1683               | 프랑스          |                                                                                      |
| 4   | 에드워드 1세            | 1239–1307               | 영국            | Statute of Westminster 1275 and Statute of Westminster 1285                          |
| 5   | 알폰소 5세              | 1221–1284               | 카스티야 왕국   | Fuero Real and Siete Partidas                                                        |
| 6   | 교황 그레고리오 4세     | c. 1145–1241            | 교황령          | Decratales                                                                           |
| 7   | 루이 4세                | 1214–1270               | 프랑스          |                                                                                      |
| 8   | 유스티니아누스 1세      | c. 482–565              | 비잔티움 제국   | Corpus Juris Civilis                                                                 |
| 9   | 트리보니안              | c. 485–542              | 비잔티움 제국   | Codex Justinianus                                                                    |
| 10  | 리쿠르고스              | fl. c. 820 BC           | 스파르타        |                                                                                      |
| 11  | 함무라비                | c. 1810 BC – c. 1750 BC | 바빌로니아 제국 | Code of Hammurabi                                                                    |
| 12  | 모세                    | c. 1570 BC – c. 1450 BC | 이스라엘        | Law of Moses                                                                         |
| 13  | 솔론                    | c. 638 – c. 558 BC      | 아테네          | Solonian Constitution                                                                |
| 14  | 아에밀리우스 파피아누스 | 142–212                 | 로마            |                                                                                      |
| 15  | 가이우스                | fl. AD 130–180          | 로마            | Institutes                                                                           |
| 16  | 마이모니데스            | 1135/38–1204            | 무라비트 왕조   | Mishneh Torah                                                                        |
| 17  | 슐레이만 대제           | 1494–1566               | 오스만 제국     | Kanune Raya                                                                          |
| 18  | 인노첸시오 3세          | 1160/61–1216            | 교황령          |                                                                                      |
| 19  | 시몬 드 몽포르          | c. 1208–1265            | 영국            | Simon de Montfort's Parliament                                                       |
| 20  | 휴고 그로티우스         | 1583–1645               | 네덜란드 공화국 | Mare Liberum, De jure belli ac pacis and others                                      |
| 21  | 윌리엄 블랙스톤         | 1723–1780               | 대영제국        | Commentaries on the Laws of England                                                  |
| 22  | 나폴레옹                | 1769–1821               | 프랑스          | Napoleonic Code                                                                      |
| 23  | 토머스 제퍼슨           | 1743–1826               | 미국            | United States Declaration of Independence and Virginia Statute for Religious Freedom |

### 상원 의사당
현재 쓰이는 상원 의사당은 1859년에 만들어졌으며, 이 곳에는 미합중국 역대 부통령들의 백색 대리석 조각상들이 전시되어 있다. 이는 부통령이 상원의장직을 겸임하는 미국의 체제 때문이다. 미국 상원 의사당은 국회의사당 건물의 북쪽 날개 부분에 자리하는데, 이 또한 의사당의 건축가인 토머스 월터에 의하여 설계되었다. 상원 의사당은 복층의 직사각형 모양의 방으로, 총 100개의 탁자가 있어 상원의원 한 명당 한 개씩 이 탁자를 사용할 수 있도록 하였다. 이 책상들은 반원형으로 상원의장의 자리와 연단을 둘러싸고 있으며, 바닥에 깔려있는 양탄자는 전통적으로 푸른색이다. 의사당의 4개 벽면에는 모두 갤러리가 있어, 참관인들이 이 곳에서 의사당을 내려다보며 의회에 참관할 수 있다.

### 설계도

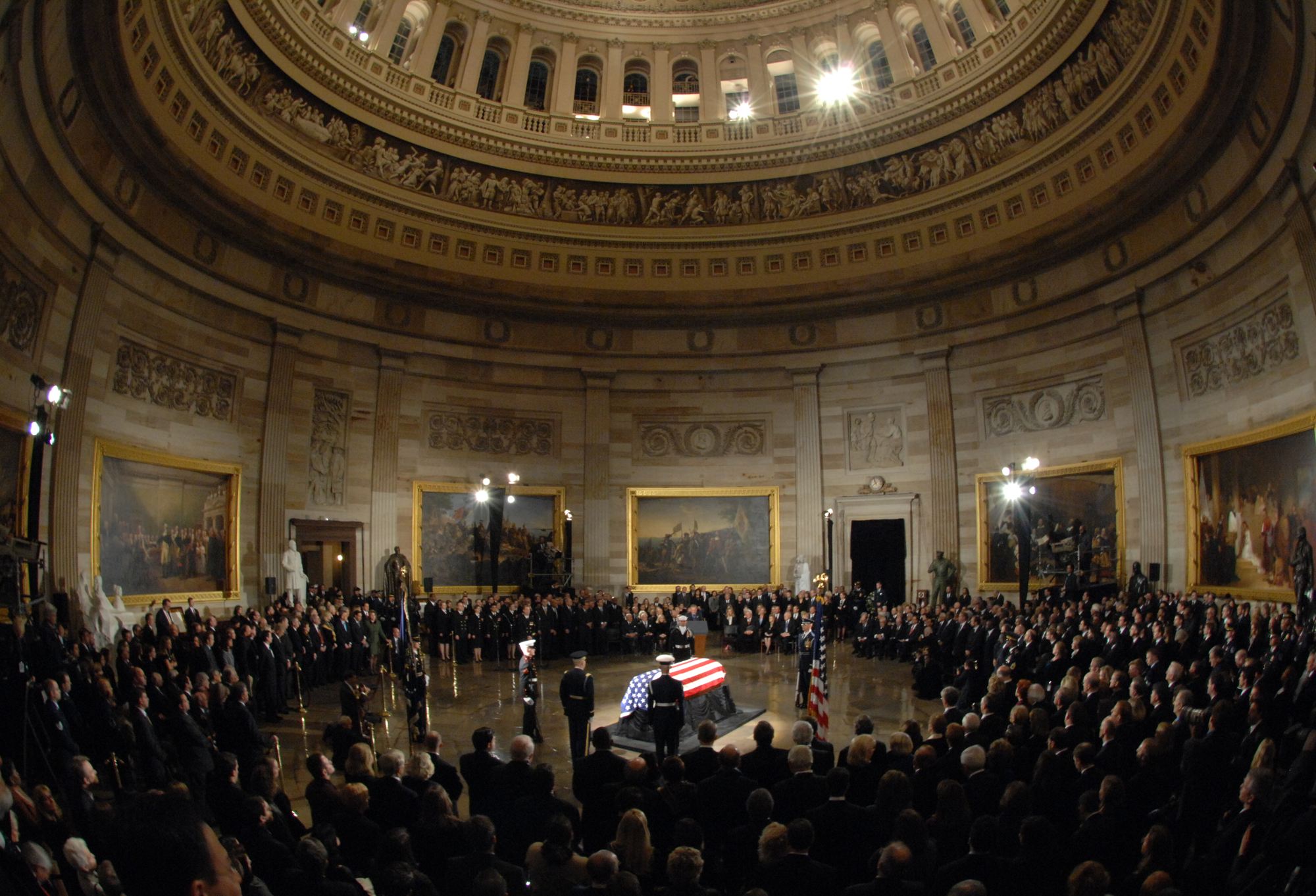
포드 대통령의 장례식

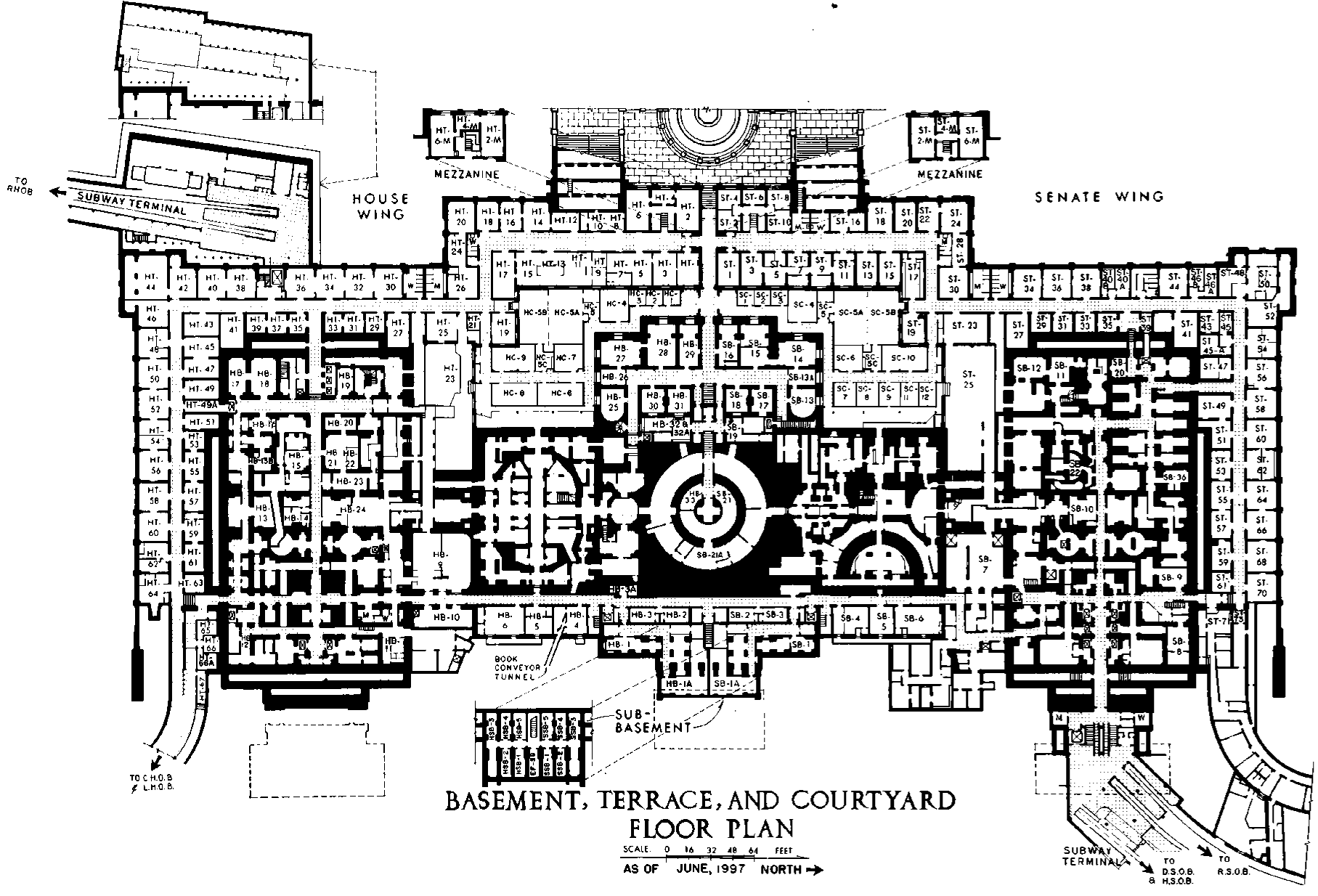
지하 설계도
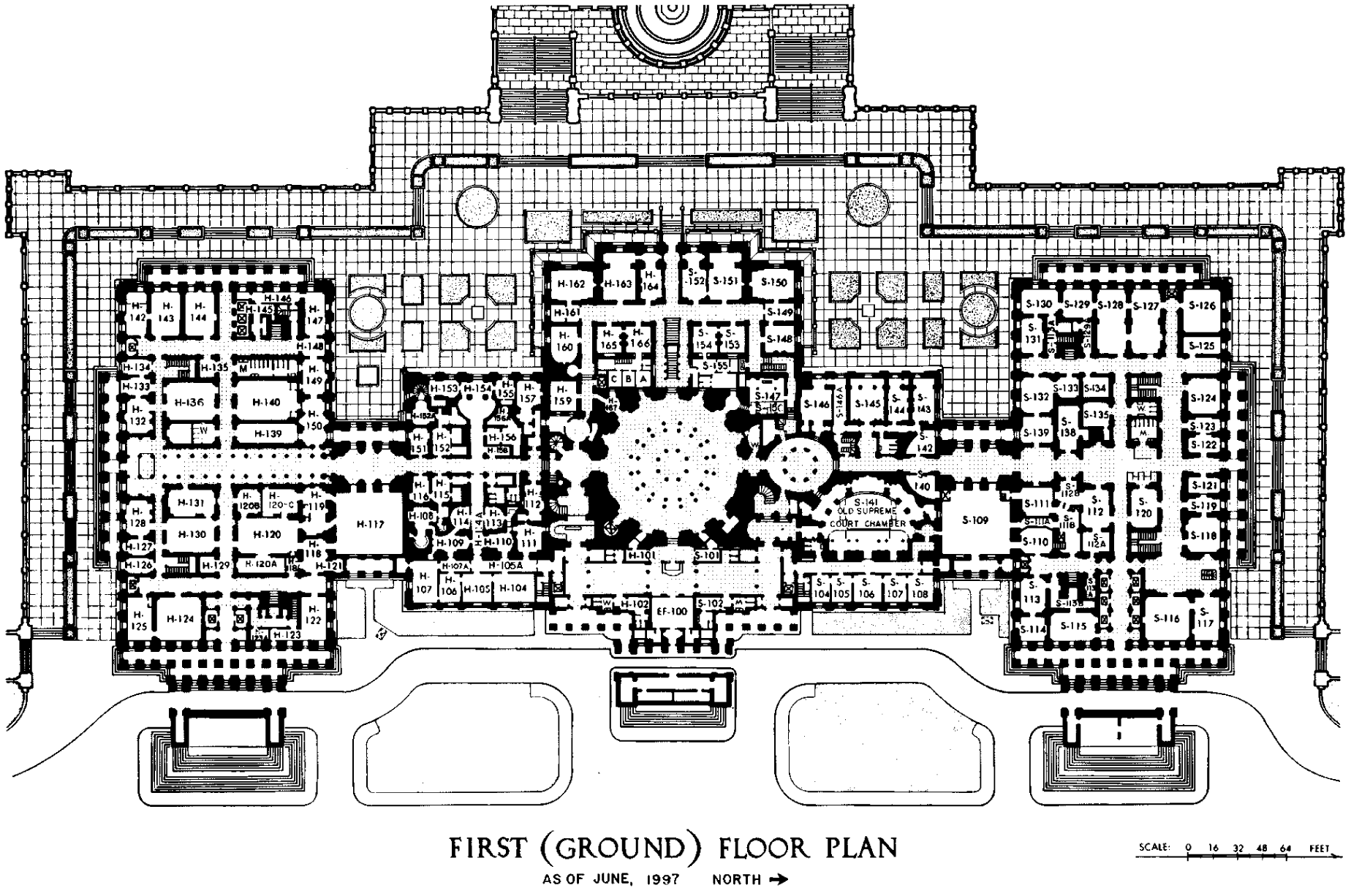
1층 설계도
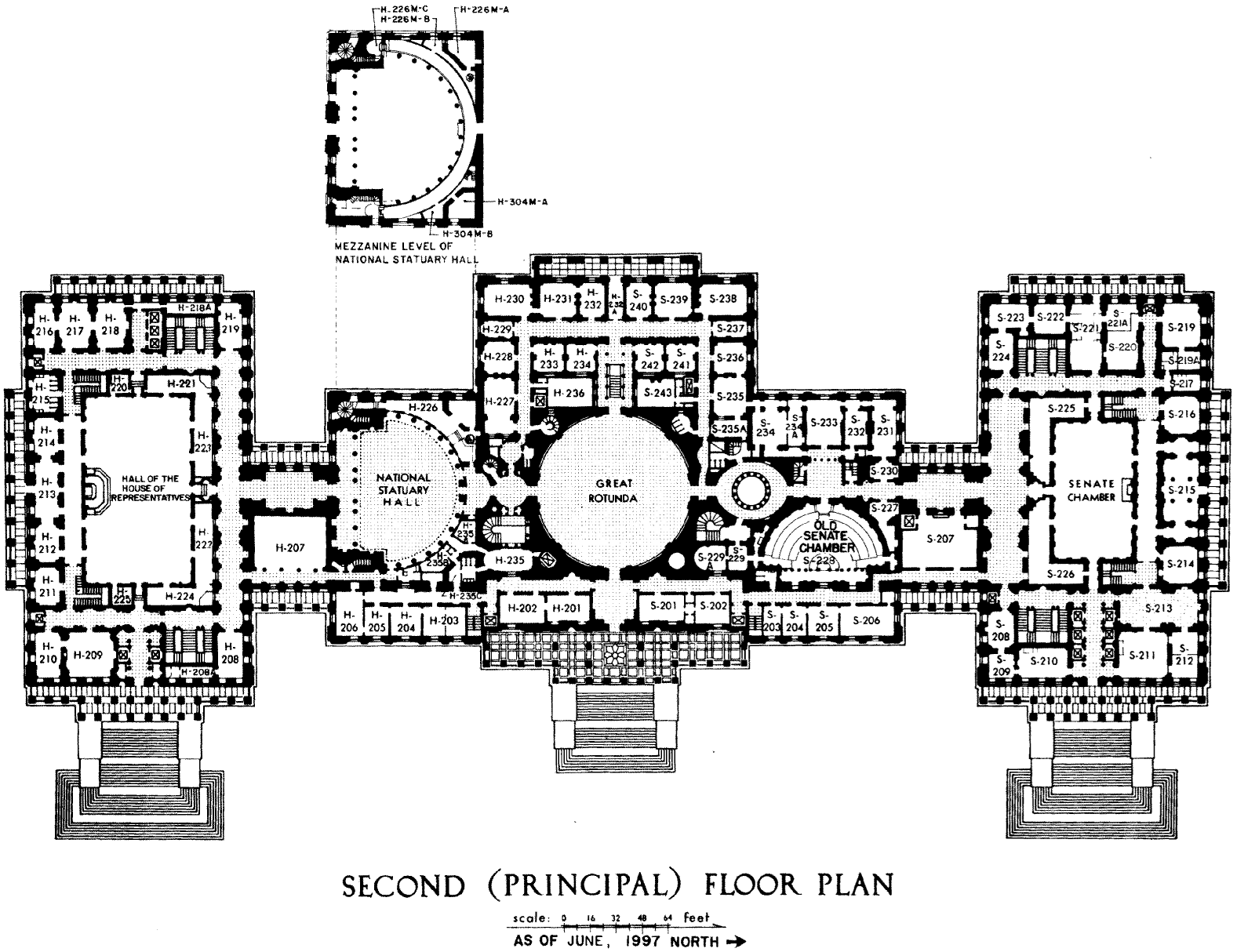
2층 설계도
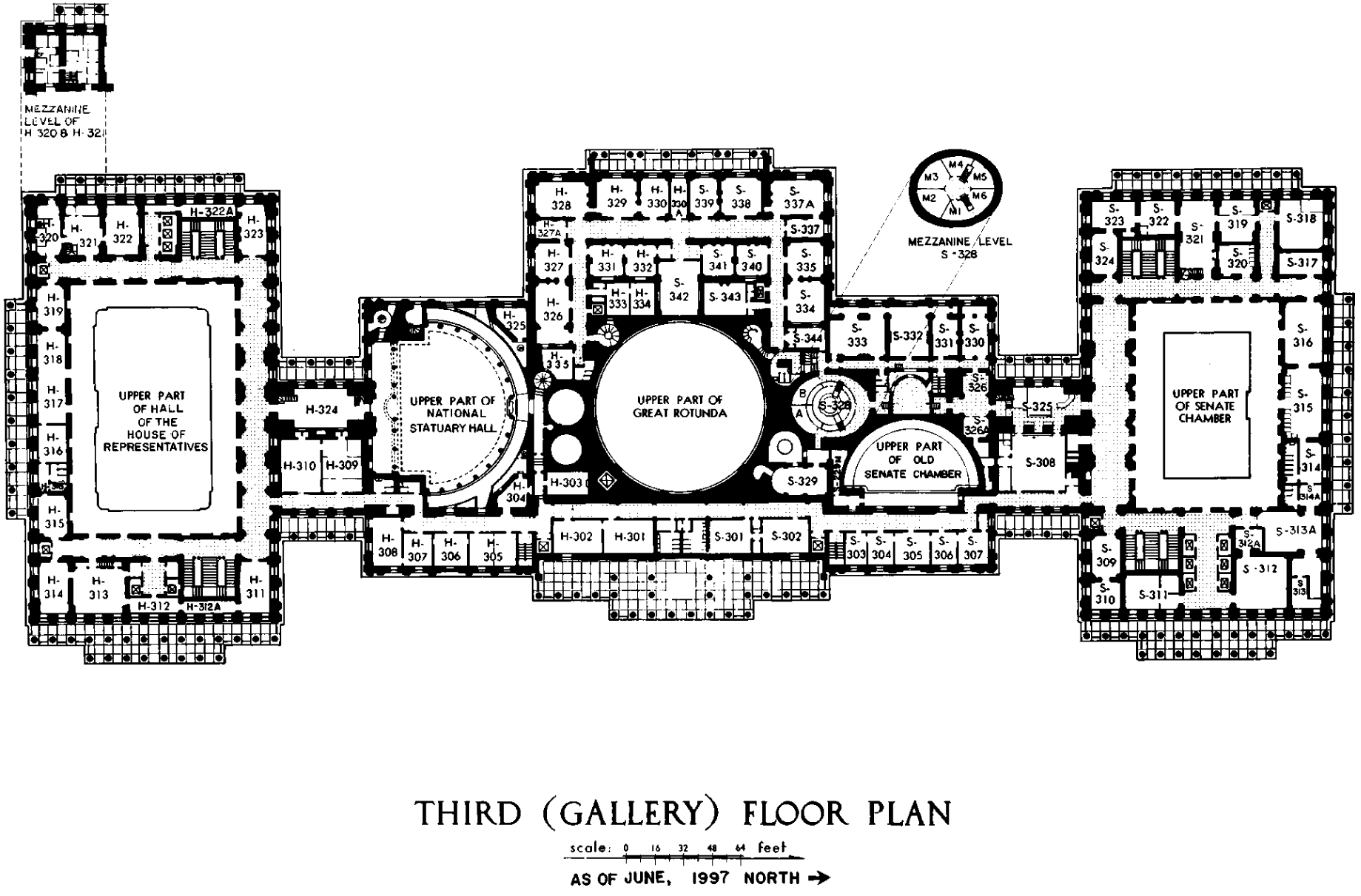
3층 설계도
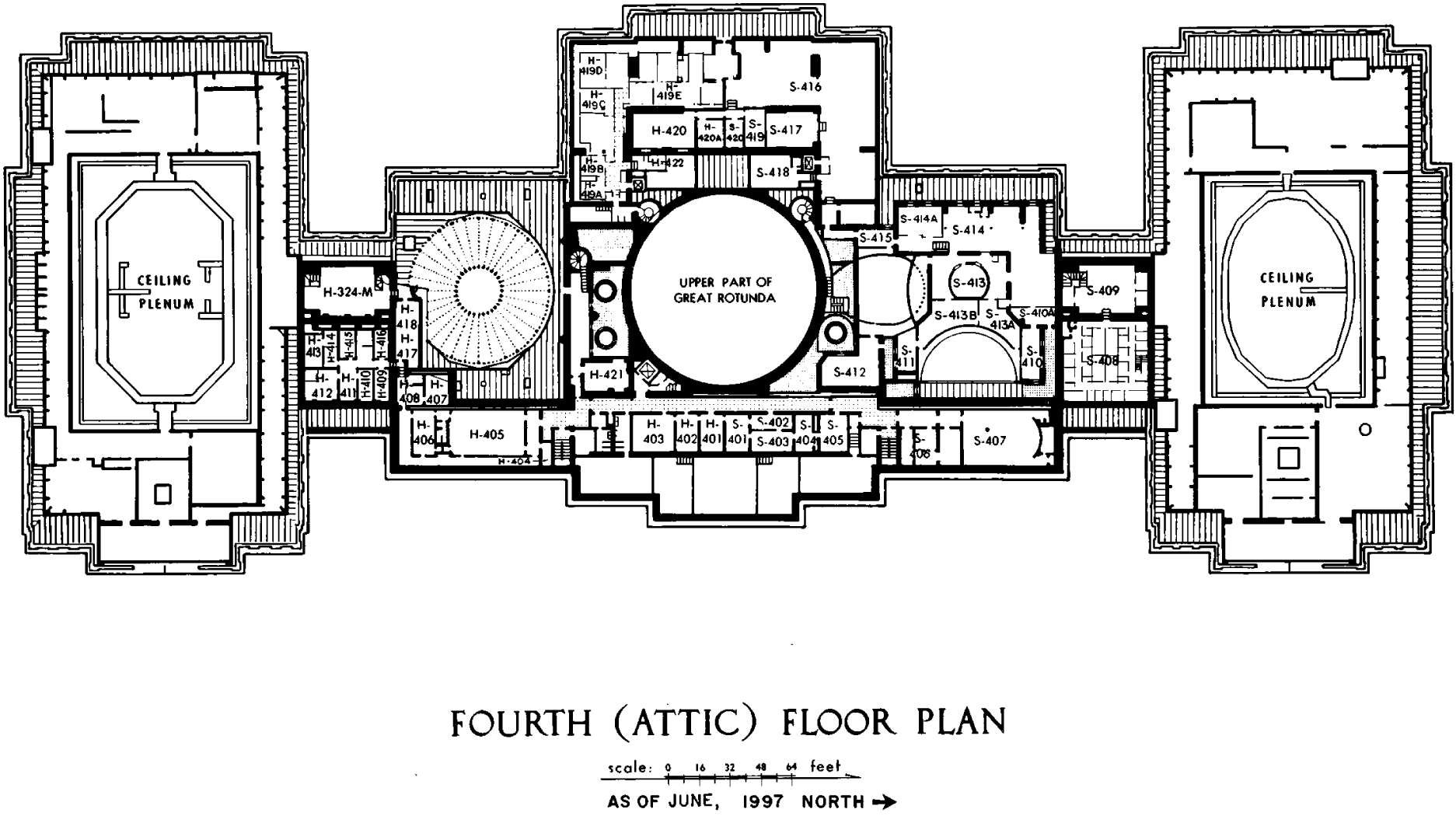
4층 설계도

## 주요 행사
미국 의회의사당은 단순히 입법 기능만 수행하는 것이 아니라, 대통령 추모식이나 장례식, 혹은 취임식과 같은 중요한 국가 행사도 수행한다. 취임식 기간 동안에는 의사당 앞 계단에 거대한 연단과 계단들을 만들고, 이 곳에서 대통령이 취임사를 밝히며 지지자들의 축하를 받는다. 또한 그 이외에도 독립기념일 행사, 혹은 국가 유공자 기념 행사 등도 이 곳에서 열린다.
미국에서 누릴 수 있는 최고의 영광 중 하나는 바로 의사당에서 장례식을 갖는 것이다. 수많은 정치인들, 대통령들, 영웅들이 이 곳에서 장례식을 치렀으며, 아니면 강도들과 대치하다가 사망한 경관들과 같이 자신의 업무 중 영웅적으로 사망한 공무원들도 이 곳에서 장례식을 가질 기회를 갖는다. 이 곳에서 처음으로 장례식을 치른 흑인은 1998년 총격 사건에서 순직한 제이콥 체스트넛 경관이고, 2번째 흑인으로서는 2005년에 버스 거부 운동을 벌여 흑인 인권 운동가로 활동했던 로자 파크스 또한 이 곳에서 장례식을 할 수 있었다. 2018년 2월에는 빌리 그레이엄 목사가 이 곳에 묻히는 특권을 누렸다. 이 곳에서 장례식을 치른 사람들의 명단은 아래와 같다.
| 순서 | 인물                                     | 시작       | 종료 | 비고                                                |
| ---- | ---------------------------------------- | ---------- | ---- | --------------------------------------------------- |
| 1.   | 헨리 클레이                              | 1852.07.01 |      | 정치인                                              |
| 2.   | 에이브러햄 링컨                          | 1865.04.19 |      | 미국의 제 16대 대통령                               |
| 3.   | 새디어스 스티븐스                        | 1868.08.13 |      | 정치인                                              |
| 4.   | 찰스 섬너                                | 1874.03.13 |      | 정치인                                              |
| 5.   | 헨리 윌슨                                | 1875.09.25 |      | 미국의 제 18대 부통령                               |
| 6.   | 제임스 가필드                            | 1881.09.21 |      | 미국의 제 20대 대통령                               |
| 7.   | 존 알렉산더 로건                         | 1886.12.30 |      | 군인, 정치인                                        |
| 8.   | 윌리엄 매킨리                            | 1901.09.17 |      | 미국의 제 25대 대통령                               |
| 9.   | 피에르 샤를 랑팡                         | 1909.04.28 |      | 프랑스 출신 건축가                                  |
| 10.  | 조지 듀이                                | 1917.01.20 |      | 해군 원수                                           |
| 11.  | 제 1차 세계대전의 무명용사들             | 1921.09.09 |      | 알링턴 국립묘지 안장                                |
| 12.  | 워런 G. 하딩                             | 1923.08.08 |      | 미국의 제 29대 대통령                               |
| 13.  | 윌리엄 하워드 태프트                     | 1920.03.11 |      | 미국의 제 27대 대통령                               |
| 14.  | 존 조지프 퍼싱                           | 1948.07.18 |      | 육군 대원수                                         |
| 15.  | 로버트 태프트                            | 1953.08.02 |      | 정치인, 윌리엄 하워드 태프트의 아들                 |
| 16.  | 제 2차 세계대전과 한국 전쟁의 무명용사들 | 1958.05.28 |      | 알링턴 국립묘지 안장                                |
| 17.  | 존 F. 케네디                             | 1963.11.24 |      | 미국의 제 35대 대통령                               |
| 18.  | 더글러스 맥아더                          | 1964.04.08 |      | 육군 원수                                           |
| 19.  | 허버트 후버                              | 1964.10.23 |      | 미국의 제 31대 대통령                               |
| 20.  | 드와이트 D. 아이젠하워                   | 1969.03.30 |      | 미국의 제 34대 대통령                               |
| 21.  | 에버렛 덕슨                              | 1969.09.09 |      | 정치인                                              |
| 22.  | 존 에드거 후버                           | 1972.05.03 |      | FBI의 초대 국장                                     |
| 23.  | 린든 B. 존슨                             | 1973.01.24 |      | 미국의 제 36대 대통령                               |
| 24.  | 휴버트 험프리                            | 1978.01.14 |      | 미국의 제 38대 대통령                               |
| 25.  | 베트남 전쟁의 무명용사들                 | 1984.05.25 |      | 1998년에 마이클 J. 블라시 공군 중위로 신원이 확인됨 |
| 26.  | 클로드 페퍼                              | 1989.06.01 |      | 정치인                                              |
| 27.  | 로널드 레이건                            | 2004.06.09 |      | 미국의 제 40대 대통령                               |
| 28.  | 로자 파크스                              | 2005.10.30 |      | 인권운동가, 최초의 여성, 민간인 유해 일반 공개      |
| 29.  | 제럴드 포드                              | 2006.12.30 |      | 미국의 제 38대 대통령                               |
| 30.  | 대니얼 이노우에                          | 2012.12.20 |      | 정치인, 임시 상원의장(President pro tempere)        |
| 31.  | 존 매케인                                | 2018.08.31 |      | 참전 용사, 정치인                                   |
| 32.  | 조지 H. W. 부시                          | 2018.12.03 |      | 미국의 제 41대 대통령                               |

## 보안

미 국회의사당 경비대

미국 국회의사당은 미국에서도 가장 중요한 건물들 중 하나이며, 최고 수준의 보안 수준을 유지하고 있다. 국회의사당의 보안 체계의 역사는 1835년까지 거슬러 올라간다. 1835년 1월 30일, 당시 미국 대통령이었던 앤드루 잭슨이 사우스 캐롤라이나 주의 의원이었던 워런 R. 로렌스의 장례식을 참석한 뒤 동쪽 주랑을 통해 걸어 나올 때, 영국 출신의 미취직 노동자 한 명이 군중 속에서 뛰쳐나와 대통령을 향해 총을 겨누고 살해 기도를 하였다. 이 총은 불발에 그쳐 결국 살해 시도는 실패로 돌아갔고, 2번째로 쏜 총알도 대통령을 맞추는 데에 실패하였다. 이는 당시의 습한 날씨 때문에 총 속의 화약이 제대로 터지지 않았던 것으로 보인다. 그는 사건 직후 체포되어 수감되었다. 민간 구전에 의하면 분노한 잭슨 대통령이 그를 현장에서 직접 지팡이로 후려칠 기세로 그에게 달려갔다고 하고, 그의 보좌관들이 겨우 그를 제지했다고 한다.
1915년 6월 2일, 미국이 제 1차 세계대전에 참전 포고를 선언하기 직전에, 미국이 영국 등의 나라들에게 원조를 하는 것을 달갑지 않게 여기고 있었던 독일 출신의 프랑크 홀트 교수가 미국 국회의사당 상원 의원 접견실에서 폭탄을 터뜨렸다. 그 다음날에는 유명한 은행가였던 J.P 모건을 롱아일랜드에 있는 그의 자택에서 암살하려 했으며, 이후 워싱턴 포스트에 익명으로 기고한 편지에서 모건의 은행이 이미 충분한 소란을 일으켰으며, 미국이 더 이상 영국을 지지하는 것을 원치 않는다고 강하게 성토하였다. 참고로 J.P 모건은 세계대전 기간 동안 영국을 크게 재정적으로 후원하고 있었다.
1954년에는 푸에르토리코 민족주의자들이 하원 의사당에서 총격을 가하여, 5명의 하원의원들이 부상을 입었다. 1971년 3월에는 지하실에서 폭탄이 터졌고, 이후 이 사건은 극좌 성향의 반국가 단체에 의하여 계획된 것으로 결론났다. 이들은 미국이 라오스 내부의 분쟁에 개입한 것에 대한 항의로 이를 계획한 것으로 추정된다. 또한 2001년 9월 11일에 납치되었던 유나이티드 항공 93편이 미 국회의사당을 향해 테러를 가할 예정이었던 것으로 추정된다. 다만 이 계획은 기내 승객들의 격렬한 반발로 완성되지 못했고, 결국 이 항공기는 서머셋 주의 한 언덕에 추락하여 전원 사망하였다.
9.11 사건 이후, 국회의사당 주변은 급격한 변화를 겪는다. 경찰은 국회의사당 주변 전체에 검문소를 설치하여 내부에 출입하는 차량들을 검사하기 시작하였으며, 가장 인접한 거리 1개는 거의 반영구적으로 폐쇄시켜 일반인들의 출입을 막았다. 거대한 경찰 트럭과 버스들을 이용하여 유사시 병력들이 신속하게 의사당 내부로 진입할 수 있도록 하였으며, 의사당 내부로 들어오는 모든 방문객들의 소지품들을 엑스레이로 조사하는 절차를 도입하였다. 마지막으로 상원과 하원 의사당의 모든 좌석들 아래에 가스 마스크를 배치하여 혹시 모를 화학 테러에 대비하도록 하였다.

## 같이 보기
- 의사당